# Portacontenidors

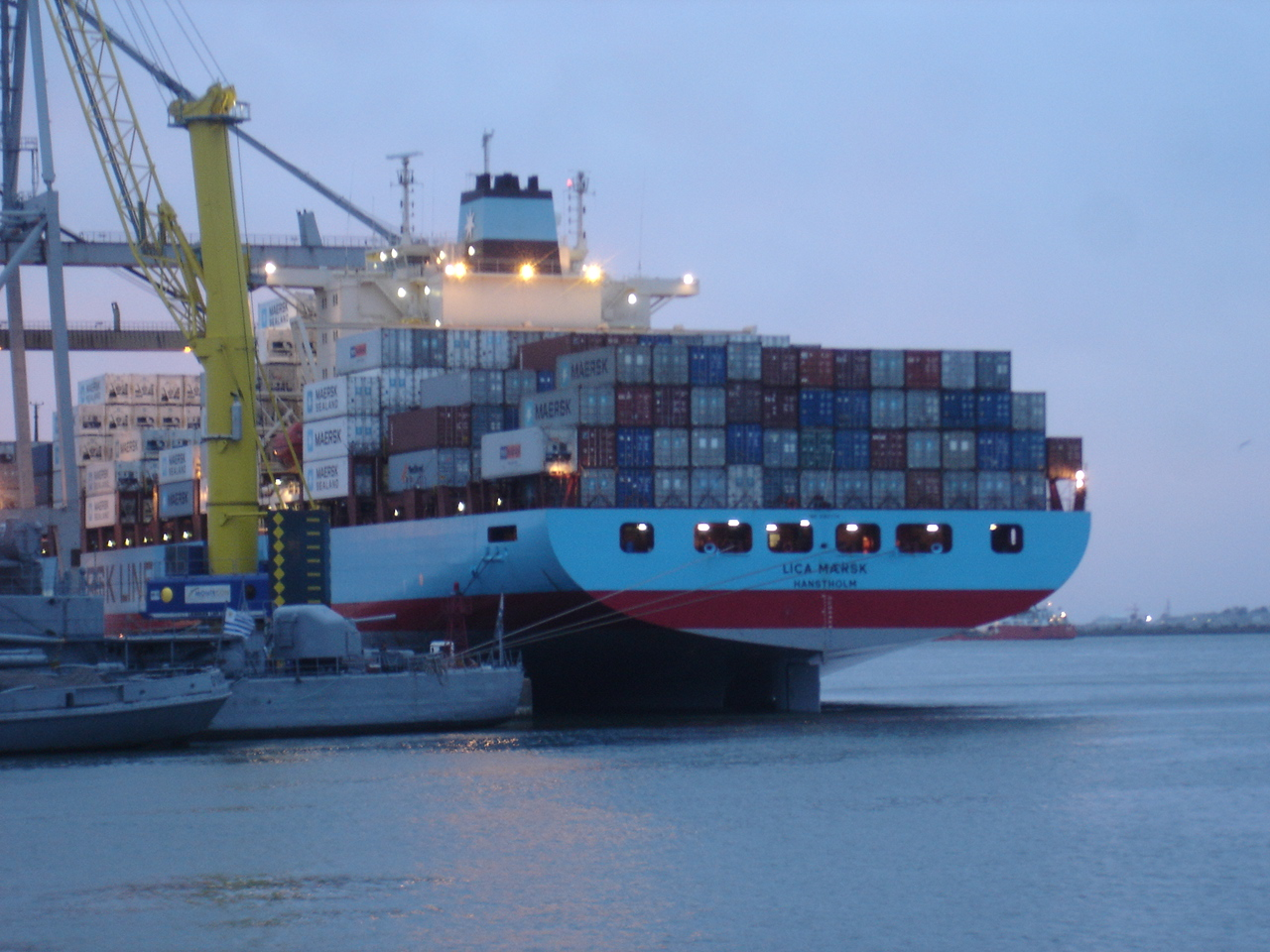
El portacontenidors lica Maersk, al port de Montevideo.

Els portacontenidors són els vaixells encarregats de transportar els contenidors estandarditzats i s'utilitzen per transportar tota mena de mercaderies arreu del món. Són els mateixos contenidors que es poden veure habitualment als ports.
Els vaixells portacontenidors solen estar equipats únicament amb motors dièsel i una tripulació que pot variar de 20 a 40 persones. L'allotjament de la tripulació i el pont de comandament estan situats en uns emplaçaments que formen la "torre", ubicada normalment a la popa del vaixell (en alguns casos una mica més avançada) per sobre de la sala de màquines.
Els primers portacontenidors van ser construïts modificant petroliers, i el primer vaixell portacontenidors va entrar en servei el 1956. que al seu torn van sorgir de la transformació de vaixells de la classe Liberty donats de baixa del servei militar després Segona Guerra Mundial. Avui, però, aquests vaixells són una classe pròpia i formen part dels vaixells més grans del món, a part dels superpetroliers.
El 2009 els quinze vaixells més grans del món emetien la mateixa contaminació atmosfèrica que 760 milions d'automòbils, amb una equivalència d'un vaixell per 50 milions de cotxes. El motiu és l'ús de combustibles fòssils molt bruts.

## Història

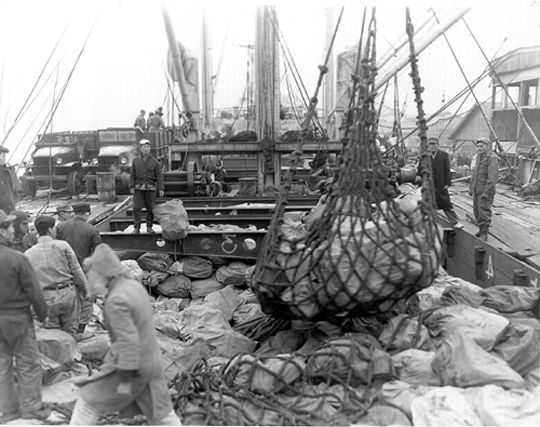
Els vaixells de portacontenidors eviten l'estiba complexa de l'enviament a granel.

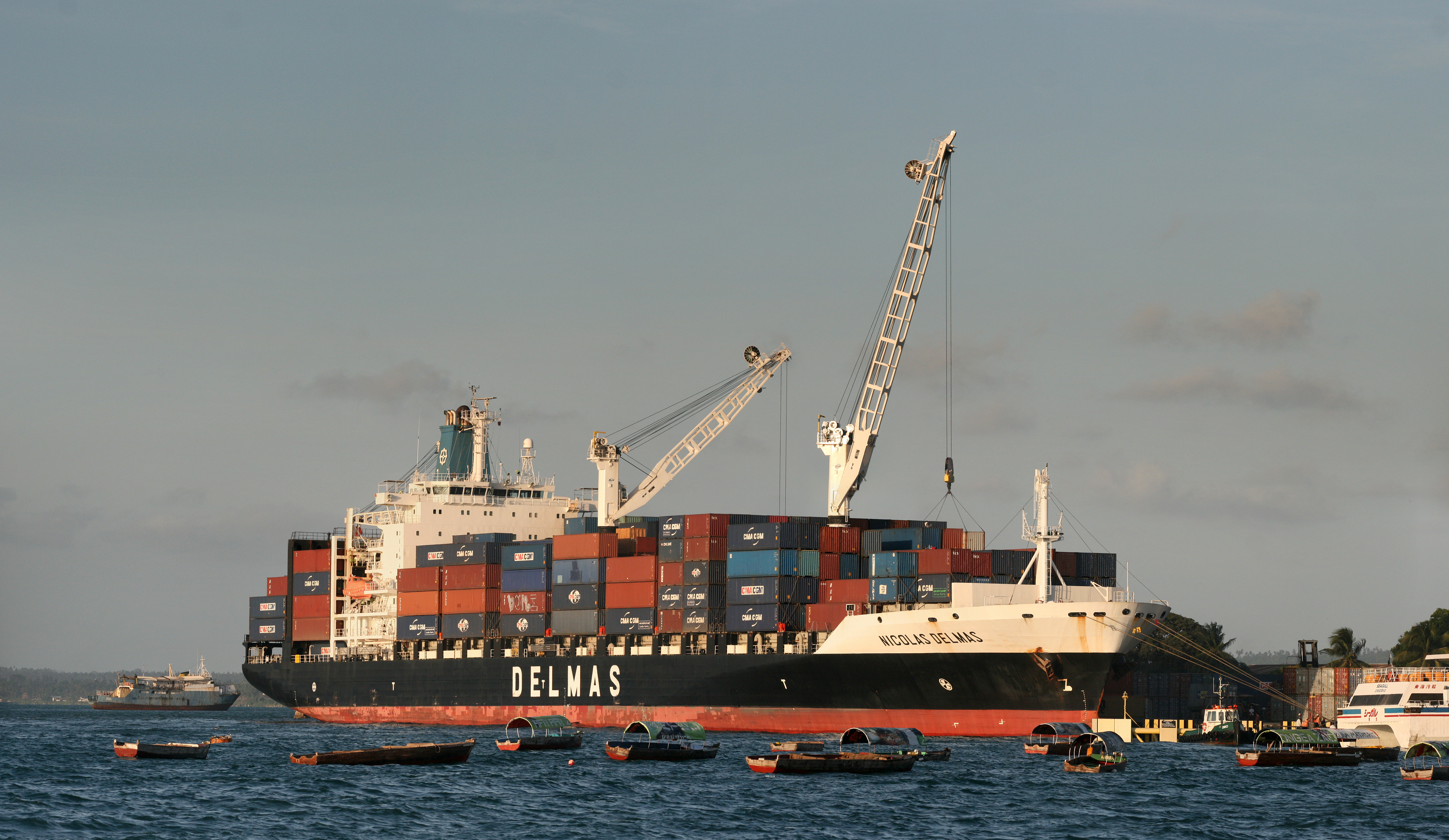
Un vaixell de portacontenidors Delmas descarregant al port de Zanzíbar a Tanzània.

Els primers vaixells dissenyats per transportar unitats de càrrega estandarditzades, altrament anomenats contenidors, es van utilitzar a finals del segle xviii a Anglaterra. El 1766 James Brindley va dissenyar el vaixell de caixa "Starvationer" amb 10 contenidors de fusta, per transportar carbó de Worsley Delph a Manchester a través del canal de Bridgewater. Abans de la Segona Guerra Mundial, els primers vaixells de portacontenidors eren usats per transportar l'equipatge del tren de passatgers de luxe de Londres a París (La Flèche d'Or de Southern Railway). Aquests contenidors es carregaven a Londres o París i es portaven als ports de Dover o Calais en cotxes plans. El febrer de 1931 es va llançar el primer vaixell de portacontenidors del món; l'Autocarrier, propietat de Southern Railway UK. Tenia 21 espais per a contenidors de Southern Railway.
Els primers vaixells de portacontenidors després de la Segona Guerra Mundial van ser convertits en petroliers, construïts a partir dels excedents de vaixells cisterna T2 després de la Segona Guerra Mundial. El 1951, els primers vaixells portacontenidors construïts específicament van començar a operar a Dinamarca i entre Seattle i Alaska. El primer vaixell de portacontenidors amb èxit comercial va ser Ideal X, un vaixell cisterna T2, propietat de Malcom McLean, que transportava 58 contenidors metàl·lics entre Newark, Nova Jersey i Houston, Texas, en el seu primer viatge. El 1955, McLean va convertir la seva empresa, McLean Trucking, en una de les flotes de càrrega més grans dels Estats Units. El 1955, va comprar la petita Pan Atlantic Steamship Company a Waterman Steamship i va adaptar els seus vaixells per transportar càrrega en grans contenidors metàl·lics uniformes. El 26 d'abril de 1956, el primer d'aquests vaixells portacontenidors reconstruïts, Ideal X, va sortir del Port Newark de Nova Jersey i va provocar una nova revolució en el transport marítim modern.
MV Kooringa va ser el primer vaixell de portacontenidors totalment cel·lular construït específicament del món i va ser construït per l'empresa australiana Associated Steamships Pty. Ltd. en col·laboració amb McIlwraith, McEacharn & Co i encarregat el maig de 1964.
A la dècada del 2020 aproximadament el 90% de la càrrega no a granel a tot el món es transporta per contenidors, i els vaixells portacontenidors moderns poden transportar més de 24.000 TEU.

## Arquitectura
Hi ha diversos punts clau en el disseny dels vaixells portacontenidors moderns. El casc, semblant al dels granerers i dels vaixells de càrrega general, està construït al voltant d'una forta quilla. En aquest marc hi ha una o més bodegues de càrrega sota coberta, nombrosos tancs i la sala de màquines. Les bodegues estan rematades per tapes d'escotilla, sobre les quals es poden apilar més contenidors. Molts vaixells de portacontenidors tenen instal·lades grues de càrrega, i alguns tenen sistemes especialitzats per assegurar els contenidors a bord.
El casc d'un vaixell de càrrega modern és una disposició complexa de plaques d'acer i bigues de reforç. S'assemblen a les costelles, i estan subjectes en angle recte a la quilla, són els marcs del vaixell. La coberta principal del vaixell, la placa metàl·lica que cobreix la part superior de l'estructura del casc, està suportada per bigues que s'uneixen a la part superior dels marcs i recorren tota l'amplada del vaixell. Les bigues no només suporten la coberta, sinó que juntament amb la coberta, els marcs i les mampares transversals, enforteixen i reforcen la closca. Una altra característica dels cascs és un conjunt de tancs de doble fons, que proporcionen una segona closca estanca que recorre la major part de l'eslora d'un vaixell. Els fons dobles contenen generalment líquids com ara fuel, aigua de llast o aigua dolça.
La sala de màquines d'un vaixell allotja els seus motors principals i maquinària auxiliar, com ara els sistemes d'aigua dolça i de clavegueram, generadors elèctrics, bombes d'incendi i aparells d'aire condicionat. A la majoria dels vaixells nous del segle XXI, la sala de màquines es troba a la part de popa.

## Grans portacontenidors
| Any  | Nom                              | Eslora   | Mànega  | TEU           | BRT     | Companyia                               |
| ---- | -------------------------------- | -------- | ------- | ------------- | ------- | --------------------------------------- |
| 2021 | Ever Ace                         | 400,00 m | 61,53 m | 23.992        | 241.960 | Evergreen Line/Taiwan                   |
| 2020 | HMM Algeciras                    |          |         | 23.964        |         |                                         |
| 2020 | HMM Oslo                         |          |         | 23.820        |         |                                         |
| 2019 | MSC Gülsün                       |          |         | 23.756        |         |                                         |
| 2019 | MSC Mina                         |          |         | 23.656        |         |                                         |
| 2020 | CMA CGM Jacques Saadé            |          |         | 23.112        |         |                                         |
| 2017 | OOCL Hong Kong                   |          |         | 21.413        |         |                                         |
| 2018 | COSCO Shipping Universe          |          |         | 21.237        |         |                                         |
| 2018 | CMA CGM Antoine de Saint Exupery |          |         | 20.954        |         |                                         |
| 2017 | Madrid Mærsk                     |          |         | 20.568        |         |                                         |
| 2018 | Ever Golden                      |          |         | 20.388        |         |                                         |
| 2015 | MSC Zoe                          | 395,40 m | 59,9 m  | 19.224        | 150853  | Mediterranean Shipping Company / Suïssa |
| 2014 | Thalassa Tyhi                    | 368,50 m | 51,0 m  | 13.800        | 148667  | Evergreen / Xina                        |
| 2013 | NYK Hermes                       | 366,50 m | 48,20 m | 13.200        | 144179  | NYK / Xina                              |
| 2012 | New York Express                 | 366,00 m | 48,20 m | 13.169        | 142295  | Hapag-Lloyd / Alemanya                  |
| 2011 | COSCO Development                | 366,40 m | 48,00 m | 13.114        | 141716  | COSCO / Xina                            |
| 2010 | CSCL Star                        | 366,00 m | 51,00 m | 14.074        | /       | China Shipping Container Line / Xina    |
| 2009 | CMA CGM Aquila                   | 363,00 m | 45,60 m | 11.356        | 131332  | CMA CGM / França                        |
| 2008 | MSC Asya                         | 337,00 m | 46,00 m | 9.580         | 107849  | Mediterranean Shipping Company / Suïssa |
| 2007 | Xin Ya Zhou                      | 335,00 m | 43,00 m | 8.528         | 90757   | China Shipping Line / Cina              |
| 2006 | Eleonora Maersk                  | 397,00 m | 56,00 m | 11.000        | /       | Maersk Sealand / Dinamarca              |
| 2006 | Estelle Maersk                   | 397,00 m | 56,00 m | 11.000        | /       | Maersk Sealand / Dinamarca              |
| 2006 | Emma Maersk                      | 397,00 m | 56,00 m | 11.000        | /       | Maersk Sealand / Dinamarca              |
| 2005 | Colombo Express                  | 335,07 m | 42,87 m | 8.750         | 94.750  | Hapag-Lloyd / Alemanya                  |
| 2004 | CSCL Europe                      | 334,00 m | 42,80 m | 8.498         | 99.500  | China Shipping Container Line / Xina    |
| 2003 | OOCL Shenzhen                    | 322,97 m | 42,80 m | 8.063         | 89.097  | OOCL / Hong Kong                        |
| 2003 | Axel Maersk                      | 352,10 m | 42,80 m | 7.226 (8.300) | 93.496  | Maersk Sealand / Dinamarca              |
| 1997 | Sovereign Maersk                 | 346,98 m | 42,80 m | 6.600 (8.000) | 91.500  | Maersk Line / Dinamarca                 |
| 1996 | Regina Maersk                    | 318,24 m | 42,80 m | 6.000 (7.000) | 80.500  | Maersk Line / Dinamarca                 |
| 1995 | OOCL Hongkong                    | 276,02 m | 40,00 m | 5.344         | 66.046  | OOCL / Hongkong                         |
| 1991 | Hannover Express                 | 294,00 m | 32,30 m | 4.639         | 53.783  | Hapag-Lloyd / Alemanya                  |
| 1988 | Marchen Maersk                   | 294,12 m | 32,22 m | 4.300         | 53.600  | Maersk Line / Dinamarca                 |
| 1984 | Louis Maersk                     | 270,00 m | 32,30 m | 3.390 (3.700) | 53.300  | Maersk Line / Dinamarca                 |
| 1981 | Frankfurt Express                | 287,73 m | 32,28 m | 3.430         | 57.540  | Hapag-Lloyd / Alemanya                  |
| 1972 | Hamburg Express                  | 287,70 m | 32,20 m | 3.010         | 58.088  | Hapag-Lloyd / Alemanya                  |
| 1972 | Tokyo Bay                        | 289,32 m | 32,26 m | 2.961         | 58.889  | OCL i tot seguit P&O / Gran Bretanya    |
| 1971 | Kamakura Maru                    | 290,00 m | 32,20 m | 2.500         | 59.000  | NYK / Japó                              |
| 1970 | Sydney Express                   | 217,00 m | 30,58 m | 1.665         | 27.407  | Hapag-Lloyd / Alemanya                  |
| 1969 | Encounter Bay                    | 227,31 m | 30,56 m | 1.572         | 28.800  | OCL—P&O / Gran Bretanya                 |

Notes

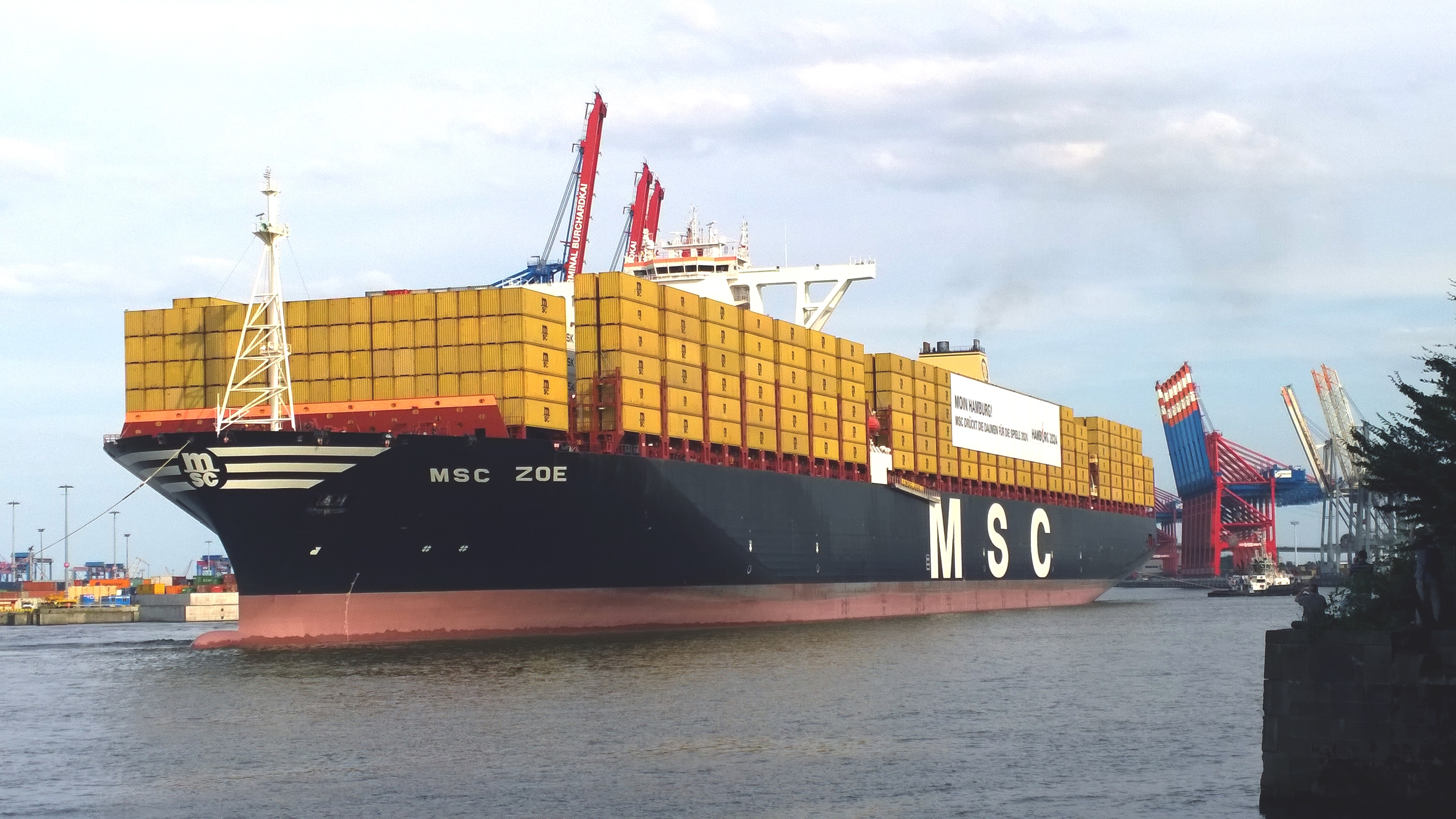
El nou portacontenidors MSC Zoe és arrossegat cap enrere per a la Euro Gate Terminal Hamburg

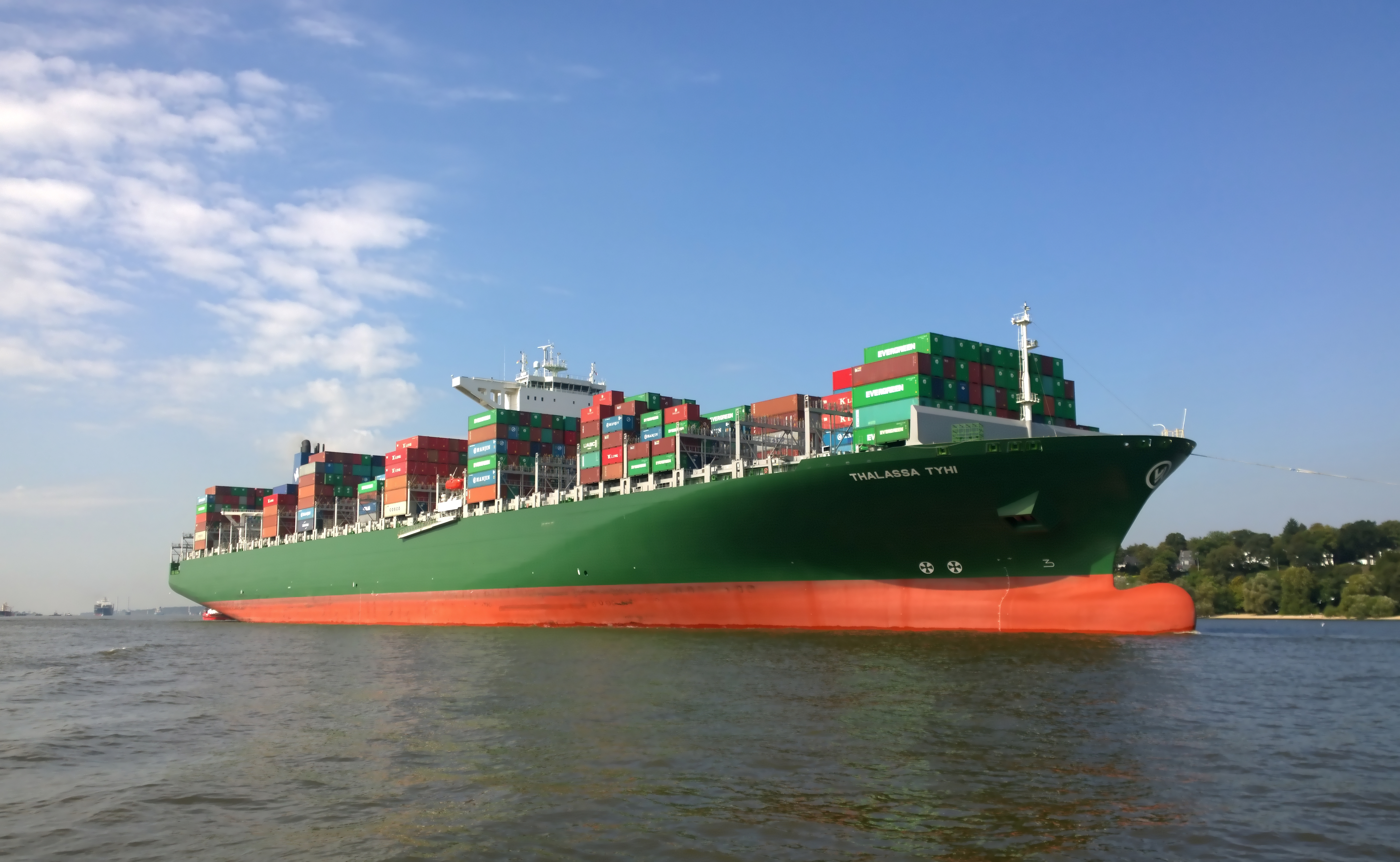
El nou Thalassa Tyhi en el seu viatge inaugural al port d'Hamburg

- A la taula, TEU són el nombre de contenidors que pot portar i BRT és el desplaçament.
- El tonatge dels vaixells en general s'indica en capacitat de càrregaTEU, amb excepció deMaerskque comunica les dades en una altra forma, calculada enNombre de contenidors plens amb un pes pes mitjà de 14 tones cadascunobtenint un resultat no perfectament alineat amb els d'altres empreses (la dada es mostra a la taula).
- Les informacions sobre la capacitat dels vaixells portacontenidors són proporcionats directament per les companyies marítimes que podrien tenir interessos comercials a canviar-los.

De mitjana, el poder de potència dels motor dels grans porta-contenidors varia entre 1 i 2 HP per tona. La velocitat entre 20 i 25 nusos (30-40 kmh).
Els més grans d'aquests vaixells són de categoria Post-Panamax, és a dir, no són capaços de creuar el Canal de Panamà a causa de l'excessiva eslora (més de 300 m).

## Ports de contenidors
Del trànsit de contenidors a través d'un port sovint se'n fa un seguiment en termes d'unitats equivalents de vint peus o TEU de rendiment. Des del 2019, el port de Xangai va passar a ser el port de contenidors amb més tràfic del món, amb 43.303.000 TEU manipulats.
Aquell any, set dels deu ports de contenidors més concorreguts es trobaven a la República Popular de la Xina, amb Xangai en primer lloc, Ningbo en tercer lloc, Shenzhen quart, Guangzhou cinquè, Qingdao setè, Hong Kong vuitè i Tianjin novè.
Per completar els deu primers ports, Singapur ocupa el segon lloc, Busan a Corea del Sud en el sisè i Rotterdam als Països Baixos en la desena posició.
En total, els vint ports de contenidors més concorreguts van gestionar 220.905.805 TEU el 2009, gairebé la meitat del tràfic de contenidors total estimat del món aquell any, de 465.597.537 TEU.

## Pèrdues i problemes de seguretat
S'ha estimat que els portacontenidors perden entre el 2000 i 10.000 contenidors al mar cada any, amb un cost de $370 milions. Una enquesta per als sis anys del 2008 al 2013 estima pèrdues mitjana de contenidors individuals per la borda en 546 per any, i pèrdues totals mitjana, inclosos esdeveniments catastròfics com naufragis o encallaments d'embarcacions, en 1679 per any. Més recentment, una enquesta realitzada pel 1382 contenidors de enviament perduts al mar. No obstant això, en el període de 3 anys del 2017 al 2019, aquest nombre es va reduir gairebé a la meitat, fins a una mitjana de 779 contenidors perduts anualment. La majoria cau per la borda a mar obert durant les tempestes, però hi ha alguns exemples de vaixells sencers que es perden amb la seva càrrega. Un gran accident marítim va ocórrer el 2013 quan el MOL Confort es va enfonsar amb 4293 contenidors a bord a l'Oceà Índic. Quan es llancen contenidors, immediatament es converteixen en una amenaça ambiental, anomenada "residus marins". Un cop a l'oceà, s'omplen d'aigua i s'enfonsen si el contingut no pot contenir aire. Les aigües turbulentes trenquen el recipient i l'enfonsen ràpidament.
A mesura que els vaixells portacontenidors es fan més grans i l'apilament augmenta, augmenta l'amenaça que els contenidors caiguin al mar durant una tempesta. Això és el resultat d'un fenomen anomenat "balanceig paramètric", pel qual un vaixell pot balancejar-se entre 30 i 40 graus durant el mar embravit, cosa que crea un parell poderós en una pila de contenidors de 10 altures que pot trencar fàcilment els amarratges i els panys de la pila, resultant en pèrdues al mar.
L'amenaça de la pirateria pot costar-li a una empresa de transport de contenidors fins als $100 milions per any a causa de rutes més llargues i major velocitat, particularment a prop de l'Àfrica Oriental.
El 23 de març de 2021, el vaixell portacontenidors Ever Given passava pel Canal de Suez camí a Róterdam des de la Xina quan es va bloquejar el canal.

## Drassanes

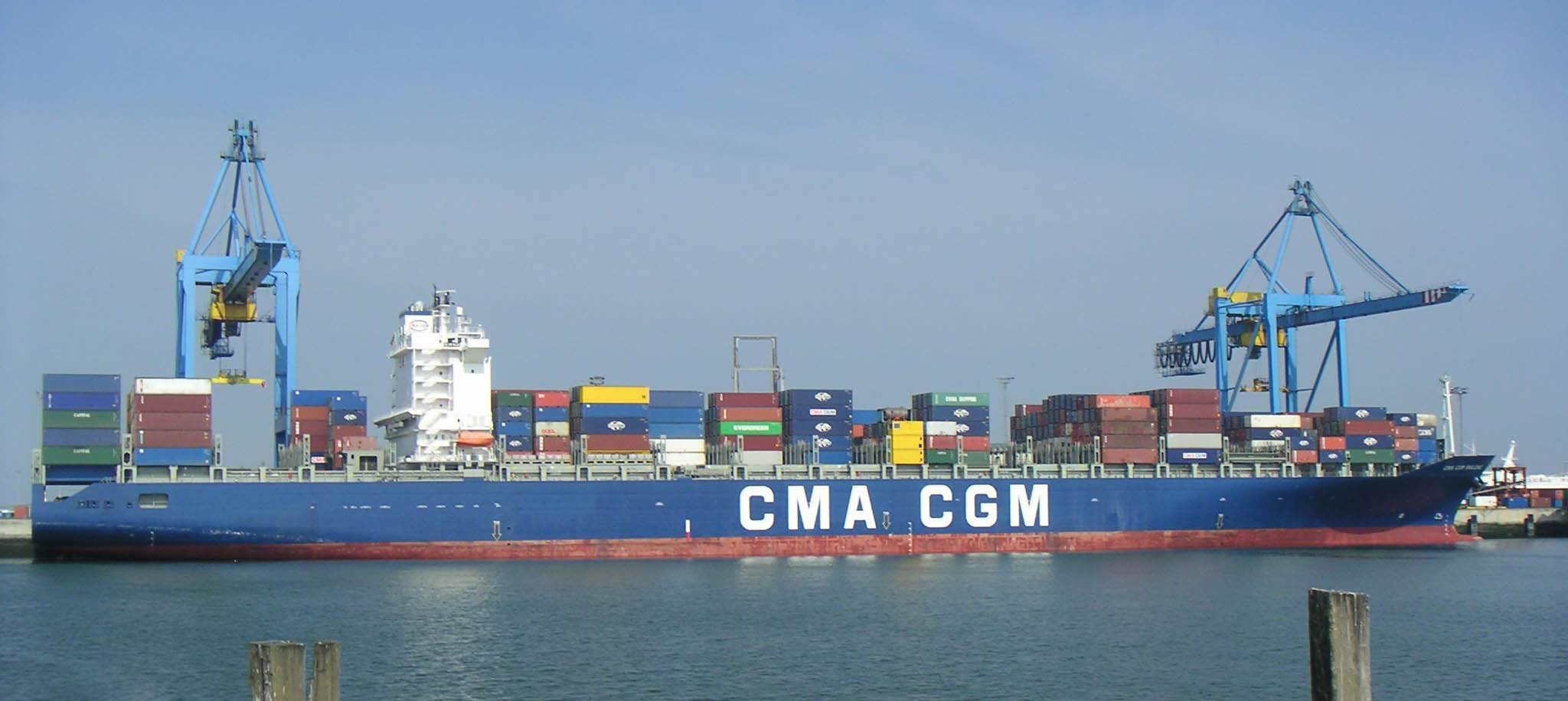
Vaixell portacontenidors "CMA CGM Balzac al port de Zeebrugge a Bèlgica.

Els grans fabricants del món d'aquest tipus de vaixell són:
- Odense Steel Shipyard, Dinamarca
- Hyundai Heavy Industries, Corea del Sud
- Samsung Heavy Industries, Corea del Sud
- Daewoo Heavy Industries, Corea del Sud
- Ihi-Kure Shipyard, Japó
- Mitsubishi Heavy Industries, Japó
- Kawasaki Shipbuilding Corporation, Japó
- Fincantieri, Itàlia
- Northern Shipyard, Polònia